# Laboulbenia dubia
Laboulbenia dubia är en svampart som beskrevs av Thaxt. 1902. Laboulbenia dubia ingår i släktet Laboulbenia och familjen Laboulbeniaceae.   Inga underarter finns listade i Catalogue of Life.